# Yunuen Díaz
Yunuen Esmeralda Díaz Velázquez (Ciudad de México, 1982) es una escritora, poeta, gestora cultural y artista mexicana que se ha especializado en cuestiones de género, cuerpo, feminismo, arte contemporáneo, curaduría, estrategias de visibilidad, escritura sobre el arte y crítica creativa. En 2019 su obra Sur, la verdadera historia falsa de la Documenta 14 fue galardonada con el Premio Bellas Artes de Crónica Literaria Carlos Montemayor otorgado por la Secretaría de Cultura, a través del Instituto Nacional de Bellas Artes y Literatura (INBAL), y el Gobierno del Estado de Chihuahua. Previamente, en 2015 su ensayo Todo retrato es pornográfico fue ganador del Premio Nacional de Ensayo Joven José Vasconcelos de la Secretaría de Cultura.

## Trayectoria
Díaz estudió la maestría en Arte, Decodificación y análisis de la imagen visual por el Instituto Cultural Helénico, con la especialidad en arte contemporáneo; doctorado en Imagen, Arte, Cultura y Sociedad por la Universidad Autónoma del Estado de Morelos; y un posdoctorado en Literatura Comparada por la Universidad Nacional Autónoma de México. Desde 2012 se desempeña como académica e investigadora en la Universidad Autónoma del Estado de Morelos; sus líneas de investigación son el feminismo, la cultura visual, el arte contemporáneo, la postfotografía y la literatura potencial. 
Adicionalmente, es impulsora de los 16 días contra la violencia de género;  integrante del cuerpo docente del Diplomado en Creación Literaria del Instituto Nacional de Bellas Artes y Literatura; ha impartido distintos talleres de literatura y arte contemporáneo, recitales de música y poesía; ha dado lecturas en espacios como Ex Teresa Arte Actual y el Palacio de Bellas Artes, Centro de las Artes de Tlaxcala. A nivel internacional ha presentado su trabajo en Francia, Estados Unidos, España y Polonia.
Sus colaboraciones han alcanzado un impacto nacional e internacional. En 2006 se le seleccionó para realizar una estancia en París como lectora extranjera de español; en 2008 colaboró con el proyecto México-joven. Antología de jóvenes artistas mexicanos, el cual fue promovido en Polonia; también fue parte del proyecto Arteshock de TV-UNAM en la categoría Arte del cuerpo, con su obra Poesía en la piel. En 2010 recibió invitación por parte del Instituto Nacional de Bellas Artes para presentarse dentro del ciclo Nuevas voces de la literatura mexicana.
Fue seleccionada para participar en el programa Jóvenes creadores del Fondo Especial para la Cultura y las Artes del Estado de México (FOCAEM) en 2013. Al año siguiente, recibió el Premio de Literatura Joven Delfina Careaga 2014 otorgado por el Municipio de Toluca, Estado de México; y un año después, en 2015, ganó el Premio Nacional de Ensayo Joven José Vasconcelos. En octubre de 2016 fue artista invitada en la Bienal de Arte Latinoamericano en el Bronx, Nueva York.
Entre sus colaboraciones también se encuentra el proyecto Ubiquorum: Curando el Tercer Entorno. Este proyecto está enfocado en curar la pulsión creativa de los agentes culturales cuya actividad está ligada a la teoría del arte y el clima cultural el cual es promovido por Arttextum, Tejido de agentes culturales inspirados en Latinoamérica, una idea de Frida Cano y Wendy Cano, en colaboración con la Subdirección General de Promoción de las Bellas Artes del Ministerio de Educación, Cultura y Deporte en Madrid.
Díaz ha mencionado que la gestión cultural con perspectiva feminista es de gran importancia para ella ya que como artista no ha sido fácil abrirse un espacio, pero como mujer es una problema aún mayor, debido a los sesgos en la recepción del trabajo femenino. Algunos de los proyectos y campañas en los que la doctora Díaz ha colaborado desde esta perspectiva son: Enchúlame la prenda (2016), NASTY women MX (2017), La casa de María Hernández, Instituto Mexicano para la Justicia (2018), 16 días de activismo contra la violencia de género, Ausencias Lipogramas sin la letra a, donde trata de apoyar a otras mujeres, principalmente impulsando a sus alumnas.
Las obras de Díaz puede abordar distintas temáticas entre la crítica, la teoría literaria, poesía y la creación. Su trabajo se ha presentado en el ciclo de Poesía en Voz Alta de Casa del Lago, Centro Cultural de España en México, Feria Internacional de Libro del Palacio de Minería, Centro Cultural Casa Talavera, Centro Vlady, así como en el Centro Cultural de Varsovia en Polonia y Alleycat bookstore en San Francisco, California.

## Obras
Ha publicado libros de ensayo y poesía, así como artículos de crítica en revistas como Letras Libres, Tierra Adentro, Punto de Partida, entre otros.
- Morelos 21 memoria y encuentro (Fondo Editorial del Estado de Morelos, 2021)
- Plagio y memoria: la reivindicación del falsificador de arte en la literatura de Georges Perec (Anclajes, 2020)
- Todo retrato es pornográfico. La sexualidad fotográfica en el mundo contemporáneo (Fondo Editorial Tierra Adentro, 2015)
- El pathos fotográfico. La clínica de la mirada en Omar Gámez (Instituto Veracruzano de la Cultura, 2014)
- La feria de la carne: itinerarios subversivos del cuerpo en el arte contemporáneo (Instituto Mexiquense de Cultura, 2012)
- Aromarena (Instituto Mexiquense de Cultura, 2010)
- Vértigo y fruto (Instituto Mexiquense de Cultura, 2008)
- Solo se habita (Pestañeo Oscuro Ediciones, 2007)

## Exposiciones
Díaz ha organizado exposiciones y eventos como Nasty Women México (2017) en el Museo Memoria y Tolerancia; La Casa de María Hernández (2018) en el Instituto Mexicano para la Justicia; Proyecto Post-doméstico (2016) en el Centro Cultural de España en México; Enchúlame la Prenda (2016) en Casa del Lago; Homenaje a Revueltas en la Galería José María Velasco, entre otros.
El arte de Díaz se ha enfocado en generar discursos críticos relacionados con el papel de las mujeres en el desarrollo histórico, político y social. En 2021 llevó a cabo la exposición Barro y Arroz presentada en el Museo La Tallera (ubicado en Cuernavaca), donde realizó una aproximación al cultivo del arroz y a la alfarería por medio de múltiples estrategias sensoriales donde narra la historia de la producción arrocera en el estado de Morelos. Su trabajo de investigación integró las prácticas alimentarias cubriendo puntos de vista históricos, sociales, estéticos, epistemológicos, políticos y poéticos: desde la procedencia de los alimentos, cómo se cosechan, su distribución y quiénes los cocinan, hasta las vidas de las personas que intervienen en esos procesos y cómo éstos son afectados por la historia y las políticas públicas.
Otras piezas que han explorado la relación entre el barro de Cuentepec y la preparación de alimentos son Especias y especies (2021) y La revolución empieza en la cocina. En la primera se incluye varios objetos como anafres, cazuelas y platos que sirven como macetas o contenedores de plantas aromáticas provenientes de los viveros de Tetela del Monte. La segunda estuvo compuesta por un anafre y diversas cazuelas con germinado de arroz, tales objetos hacen referencia a los procesos históricos de la lucha agraria en Morelos y también al proyecto político de la labor alimentaria de las mujeres.
En 2023, presentó la exposición Semillas al vuelo. Futuros enraizados, en la galería Víctor Manuel Contreras de la Universidad Autónoma del Estado de Morelos, la cual es una exploración de la Reserva de la Biosfera Sierra de Huautla (REBIOSH), a través de semillas, fotografías e instalaciones presenta los paisajes de Morelos, conjuntando el arte y la naturaleza. Esta exposición surge de una colaboración con el Centro de Investigación en Biodiversidad y Conservación (CIByC) de la Universidad Autónoma del Estado de Morelos.